# N (album)
Pour les articles homonymes, voir N.
Albums de Norther
Till Death Unites Us
(2006) Circle Regenerated
N est le cinquième album studio en date du groupe de death metal mélodique finlandais Norther. L'album est sorti le 13 février 2008 sous le label Century Media Records.
Le titre Frozen Angel était présent sur l'Ep de promotion de cet album, No Way Back, a été ré-enregistré pour celui-ci. Les titres We Rock et Frozen Angel ont été adaptés en clip vidéo.
C'est le dernier album de Norther enregistré avec le chanteur/guitariste Petri Lindroos, qui a quitté le groupe l'année suivant la sortie de cet album pour rejoindre le groupe Ensiferum.

## Liste des titres
1. "My Antichrist" − 3:24
2. "Frozen Angel" − 4:06
3. "Down" − 3:41
4. "To Hell" − 4:07
5. "Savior" − 5:02
6. "Black Gold" − 3:18
7. "We Rock" − 3:57
8. "Always & Never" − 4:34
9. "Tell Me Why" − 3:30
10. "If You Go" − 3:55
11. "Self-Righteous Fuck" − 4:47
12. "Forever and Ever" − 4:26

## Crédits

### Membres du groupe
- Petri Lindroos − vocals, guitare
- Kristian Ranta − guitare, vocals
- Heikki Saari − batterie
- Jukka Koskinen − Basse
- Tuomas Planman − Synthétiseur

### Production
- Enregistré et produit par Anssi Kippo aux Studios Astia.
- mix par Fredrik Nordström au Studio Fredman en Suisse.